# Crema de mantequilla

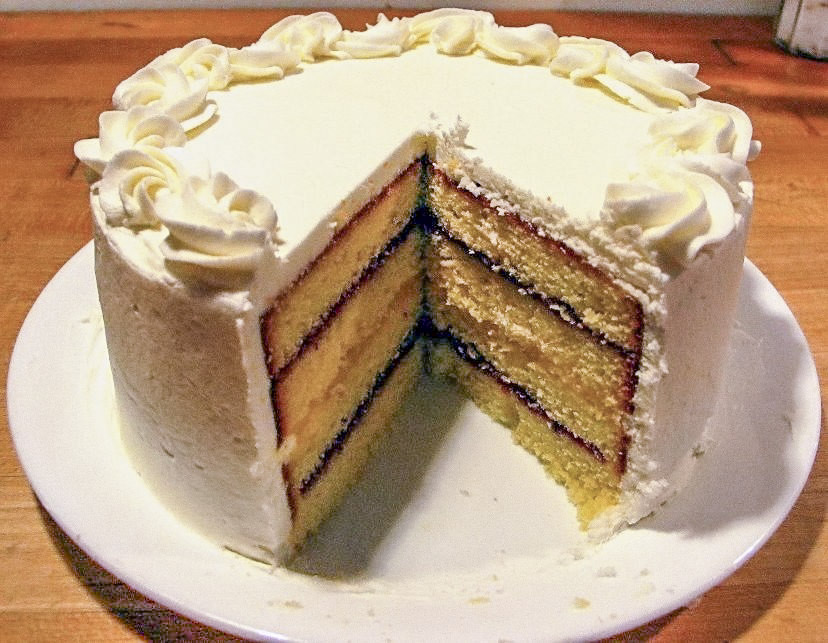
Pastel a capas cubierto de crema de mantequilla y adornos.

La crema de mantequilla, crema de manteca o buttercream es un tipo de crema usado para rellenar pasteles, recubrirlos o decorarlos. En su forma más sencilla, se hace batiendo mantequilla con azúcar glas, aunque pueden usarse otras grasas, tales como la margarina. A menudo se añaden colorantes y saborizantes, como cacao en polvo o extracto de vainilla o leche para aligerar la textura y sabor de la crema final.
La crema de mantequilla se usa en los cupcakes, aunque es popular como cobertura de muchos otros tipos de tartas o bizcochuelo.

## Tipos principales

### Crema de mantequilla americana
La crema de mantequilla simple, también llamada americana, se prepara batiendo juntas grasa y azúcar glas hasta obtener la consistencia y ligereza deseadas. También pueden añadirse pequeñas cantidades de huevo, clara o yema, o leche. Algunas recetas también requieren leche en polvo. Debido a su alto contenido en azúcar, la crema puede formar una corteza delgada que evita que se pegue.

#### Para decorar
Esta variante, llamada a veces pasta rosa, se bate mucho menos que la simple para obtener una pasta firme adecuada para elaborar flores y otros adornos para pasteles. Suele ser la más dulce de todas las cremas de mantequilla.

### Crema de mantequilla de merengue italiano
También conocida como crema de mantequilla italiana, esta variante es parecida en preparación a la francesa. Se vierte un almíbar hirviendo a punto de caramelo sobre clara de huevo batida para obtener un merengue. Esencialmente el almíbar cuece las claras de huevo, eliminando la mayoría de los riesgos sanitarios. Se añade grasa al merengue cuando se enfría. Con frecuencia, cuando se añade la mantequilla o la grasa, la mezcla se separa y toma un aspecto «cuajado». Se necesita una mezcla intensiva para incorporar los ingredientes. Esta es la crema usada más comúnmente para tartas de pastelería, ya que no forma una corteza.
Alternativamente puede añadirse el azúcar directamente a las claras de huevo fría en un cuenco puesto al baño María. La mezcla se bate hasta que su temperatura alcance los 60 °C. En este punto el huevo está pasteurizado con seguridad. La mezcla se bate entonces rápidamente hasta que forma picos espesos y se enfría. Se añade mantequilla con una pequeña cantidad de margarina para estabilizar la crema. Esta variante se conoce como crema de mantequilla suiza.

### Crema de mantequilla de merengue suizo
El buttercream de merengue suizo es una crema de mantequilla ligera y aireada, elaborada mediante un proceso cuidadoso. Primero, se combinan claras de huevo con azúcar granulada blanca, mezclándolas en un recipiente resistente al calor que se coloca sobre un baño maría. La mezcla se calienta hasta que el azúcar se disuelva completamente. Una vez alcanzado este punto, se retira del calor y se bate vigorosamente, generalmente con un batidor de globo, hasta formar un merengue suizo, caracterizado por ser brillante y estable.
En la siguiente fase, se cambia el utensilio por el batidor plano y se comienza a añadir mantequilla en trozos pequeños, incorporándola gradualmente mientras se continúa batiendo a velocidad media. Este proceso cuidadoso asegura que la mantequilla se integre completamente, resultando en una crema suave y uniforme. Este buttercream es especialmente apreciado por su textura sedosa y su capacidad para mantenerse estable en decoraciones de repostería.

### Crema de mantequilla de merengue francés
La crema de mantequilla francesa se hace batiendo un almíbar que ha alcanzado el punto de caramelización con yemas de huevo batidas hasta obtener una espuma ligera. Entonces se añade mantequilla ablandada batiendo. Esta crema es muy rica, suave y ligera. Las cremas de mantequilla francesas tienen a derretirse más rápidamente que otras variante gracias al alto contenido graso de las yemas de huevo y la mantequilla.

### Crema de mantequilla alemana
La crema de mantequilla tipo pastelera, a veces llamada alemana, se hace batiendo juntas crema pastelera espesa y mantequilla ablandada, pudiéndose endulzar con más azúcar glas. De forma similar, unas natillas ligeras pueden también batirse con mantequilla.

### Tipofondant
La crema de mantequilla fondant se hace batiendo juntas partes iguales de fondant y mantequilla.

## Elección de la grasa
La elección de la grasa para una crema de mantequilla tiene una estrecha relación con su estabilidad. A menudo se combinan cantidades iguales de grasa vegetal y mantequilla para lograr una mejor consistencia y resistencia al calor.

### Mantequilla
La mantequilla sin sal es tradicionalmente la grasa elegida para las cremas de mantequilla, como indica el propio nombre. La mantequilla proporciona una textura más delicada y un sabor y textura en boca superiores al de la grasa vegetal. Sin embargo, la mantequilla se derrite a menor temperatura, lo que la hace más difícil de usar. El color proporcionado por la mantequilla es ligeramente blanquecino en el producto final.

### Margarina
Las grasas vegetales hidrogenadas (margarinas) se han convertido en un ingrediente popular para las cremas industriales durante el siglo XX gracias a ser más baratas y estables a temperatura ambiente que la mantequilla. Las cremas hechas con grasa vegetal soportan mejor el calor y por tanto resultan más fáciles de trabajar que las de mantequilla. El color más blanco también se prefiere, especialmente para tartas de bodas. Sin embargo, la grasa vegetal no se disuelve en la boca como la mantequilla, dejando una sensación pesada y grasienta en ella. El sabor de la mantequilla tampoco es tan intenso, y el producto final suscita preocupaciones sanitarias debido a la presencia de grasas trans y poliinsaturadas.

## Añadidos
Los saborizantes aparecen con frecuencia en las cremas de mantequilla. Los más comunes son la vainilla y el chocolate, siendo también popular el café (este último se suele usar para la elaboración de la tarta Ópera francesa). El extracto de vainilla claro puede usarse para crear una crema de color más suave. Para las cremas de chocolate, se añade cacao en polvo o chocolate derretido durante la fase de batido o hacia el final. También pueden añadirse licores o extractos, tales como almendra o menta piperina. Para las cremas de mantequilla francesa o merengue el almíbar puede prepararse con piel de naranja rallada finamente o líquidos tales como zumo para añadir sabor. También pueden añadirse fácilmente colorantes a cualquier crema de mantequilla.

## Manipulación
La mayoría de las cremas de mantequilla pueden dejarse a temperatura ambiente sin que se derritan. Las que se preparan con grasa vegetal o un mayor contenido en azúcar soportan mejor temperaturas más altas que las que solo llevan mantequilla. Enfriar las cremas de mantequilla puede endurecerlas. Si un pastel cubierto con ellas se enfría, la crema puede agrietarse.
Para la crema de mantequilla francesa es mejor dejar las tartas recubiertas con ella tapadas con un plástico en el frigorífico, retirándolo al menos 10 o 15 minutos antes de servirla para mitigar el frío.
Cuando se usa crema de mantequilla para recubrir un pastel, es mejor trabajarla cuando está blanda y es fácil de untar. Las cremas pueden almacenarse, cubiertas, en el frigorífico durante varios días. Antes de usarse, hay que dejarlas fuera del frigorífico para que vuelvan a la temperatura ambiente. Si deben calentarse rápidamente o si se cuajan, pueden calentarse sobre agua templada (como al baño María) y batirse hasta que vuelvan a estar suaves. Debe evitarse calentarlas directamente.